# 프엉민
응우옌푹프엉민(Nguyễn Phúc Phương Minh, 1949년 1월 15일 ~ 2012년 11월 19일)은 베트남 응우옌 왕조의 황녀이다. 바오다이의 5번째 딸로, 어머니는 레티피아인이다.